# Lechlade-on-Thames
Lechlade-on-Thames (lub Lechlade) – miasto w Wielkiej Brytanii, w Anglii, w hrabstwie Gloucestershire, w dystrykcie Cotswold. W 2011 roku liczyło 2507 mieszkańców. Lechlade jest wspomniane w Domesday Book (1086) jako Lecelade.